# Vas-y maman
Pour plus de détails, voir Fiche technique et Distribution.
Vas-y maman est un film français réalisé en 1978 par Nicole de Buron.

## Synopsis
Annie Larcher est une femme au foyer, s'occupant d'élever ses deux enfants avec son mari patron d'une fabrique de lunettes. Lasse d'effectuer les tâches domestiques dans l'indifférence générale, elle décide de donner un nouveau tournant à sa vie. D'abord employée comme réceptionniste dans une maternité, elle se lance ensuite dans l'écriture d'un roman érotique.

## Fiche technique
- Titre : Vas-y maman
- Réalisation : Nicole de Buron, assistée de Marc Guilbert
- Assistants réalisatrice : Gérard Adeline et Philippe Schwartz
- Conseiller technique : Pierre Sisser
- Scénario : Nicole de Buron
- Adaptation et dialogues : Nicole de Buron, Mathilde Péan et Pierre Sisser
- Musique : Marie-Paule Belle
- Chanson du film, "Vas-y", interprétée par Marie-Paule Belle, paroles de Françoise Mallet-Joris et Michel Grisolia (chanson sortie sur la B.O.F. du film en 45 tours vinyle).
- Photographie : Étienne Becker, assisté de Jacques Dorot
- Son : René Magnol, assisté de Jean-Pierre Leroy
- Décors : André Labussière
- Montage : Jacques Witta, assisté de Dominique Daudon
- Production : Claire Tucherer, Renn Productions, Les films Montfort, S.F.P., Les films 21, Sylvio Tabet, Ecta Films, CoProductions KG
- Distribution : A.M.L.F.
- Format : couleur - Son mono (Eastmancolor)
- Genre : comédie
- Durée : 97 minutes
- Dates de tournages : du 30 janvier à mars 1978.
- Date de sortie : France : 9 août 1978
- Affiche : Jouineau Bourduge (France)

## Distribution
- Annie Girardot : Annie Larcher
- Pierre Mondy : Jean-Pierre Larcher
- Nicole Calfan : Karin Lafitte, dirigeante d'Optimiste Optique
- Claude Piéplu : l'éditeur
- Myriam Boyer : Alice, la représentante du personnel
- Henri Garcin : Vincent, le directeur adjoint
- Robert Castel : le plombier
- Guy Marchand : le journaliste télé
- Catherine Samie : la gynécologue
- Richard Constantini : Julien Larcher, le fils
- Éléonore Klarwein : Olivia Larcher, la fille
- Jacqueline Doyen : la mère d'Annie
- Paulette Dubost : la mère de Jean-Pierre
- Laurence Badie : Ramasse-miettes, l'amie d'école d'Annie
- Sylvie Joly : la directrice d'école de Julien
- Dominique Lavanant : la voisine
- Anémone : la scripte avec la fourrure de loup
- Évelyne Grandjean : la collègue à la clinique
- Josiane Lévêque : la femme au Caddie
- Xavier Gélin : le mari
- Roland Giraud : le psychanalyste
- François Dyrek : le routier
- Charles Millot : le réceptionniste de l'hôtel à Francfort
- Anne Alexandre
- Jacques Bouanich
- Christophe Bourseiller : le garçon de café
- Claude Brovelli
- Jacques Chailleux : l'employé du supermarché
- Magali Clément
- Gérard Croce : le buraliste
- Michel Delahaye : le comptable
- Pierre Devilder
- Michel Élias
- Arlette Emmery : Minouche
- Jean-Paul Farré : l'homme qui attend à la clinique
- Chantal Gallia : la présentatrice du jeu TV
- André Gille
- Didier Kaminka : le caméraman
- Michèle Lituac
- Lisa Livane
- Jean-Jacques Moreau : le flic à l'œil malade
- Yves Pignot
- Percival Russel : le mari au bouquet de fleurs
- Sabine Thomas : Marlène, la fille de Vincent
- Vanessa Vaylord
- Marthe Villalonga
- Georges de Caunes
- Jean Abeillé : un voisin (non crédité)
- Bruno Guillain (non crédité)